# E.T.
«E.T.» — четвертий сингл третього студійного альбому американської поп-співачки Кеті Перрі — Teenage Dream. В США сингл вийшов 16 лютого 2011. Пісня написана Кеті Перрі, Dr. Luke, Максом Мартіном, Joshua Coleman та Каньє Вестом; спродюсована Dr. Luke, Ammo та Максом Мартіном. Музичне відео зрежисоване Floria Sigismondi; прем'єра музичного відео відбулась у березні 2011.

## Музичне відео
31 березня 2011 відбулася прем'єра відеокліпу. Відеокліп зрежисовано Флорією Сігізмунді (Floria Sigismond).

## Список композицій
- Цифрове завантаження[1]

1. "E.T." (із Каньє Вест) – 3:51
2. "E.T." (album version) – 3:26

- Цифрове завантаження – міні-альбом із реміксами

1. "E.T." (Tiësto remix – club edit) – 7:10
2. "E.T." (Benny Benassi radio edit) – 3:20
3. "E.T." (Dave Audé remix – radio edit) – 3:38
4. "E.T." (Noisia remix) – 3:53
5. "E.T." (Johnson Somerset and John Monkman remix) – 9:49

- Німецький CD-сингл[2]

1. "E.T." (із Каньє Вест) – 3:49
2. "E.T." (Tiësto radio edit) – 4:03

- Цифрове завантаження для Німеччини – міні-альбом із реміксами

1. "E.T." (із Каньє Вест) – 3:51
2. "E.T." (Tiësto remix – club) – 7:10
3. "E.T." (Benny Benassi radio edit) – 3:20
4. "E.T." (Dave Audé remix – radio edit) – 3:38
5. "E.T." (Noisia remix) – 3:53
6. "E.T." (Johnson Somerset and John Monkman remix) – 9:49

## Чарти
Тижневі чарти
| Чарт (2010-2011)                                 | Місце |
| ------------------------------------------------ | ----- |
| Australian Singles Chart                         | 5     |
| Austrian Singles Chart                           | 7     |
| Belgium (Ultratop 50 Flanders) (Фландрія)        | 24    |
| Belgium (Ultratop 50 Wallonia) (Валлонія)        | 14    |
| Billboard Brasil Hot 100 (соло-версія)           | 24    |
| Hot Pop Songs (соло-версія)                      | 5     |
| Canada (Canadian Hot 100)                        | 1     |
| Czech Republic (Rádio Top 100) (соло-версія)     | 18    |
| Danish Singles Chart                             | 12    |
| Finland Suomen virallinen lista                  | 15    |
| France French Singles Chart                      | 10    |
| Germany German Singles Chart                     | 9     |
| Germany German Airplay Chart                     | 1     |
| Hungary (Rádiós Top 40)                          | 10    |
| Irish Singles Chart                              | 5     |
| Israel Media Forest                              | 5     |
| Italian Singles Chart                            | 9     |
| Netherlands Dutch Top 40 (соло-версія)           | 27    |
| New Zealand Recorded Music NZ (соло-версія)      | 1     |
| Norway VG-lista                                  | 13    |
| Poland (Airplay Chart) (соло-версія)             | 1     |
| Romania (Romanian Top 100) (соло-версія)         | 15    |
| Scotland (Official Charts Company) (соло-версія) | 3     |
| Slovakia (Rádio Top 100) (соло-версія)           | 4     |
| Swedish Singles Chart (соло-версія)              | 12    |
| Swiss Singles Chart (соло-версія)                | 14    |
| UK Singles (Official Charts Company)             | 3     |
| US Billboard Hot 100                             | 1     |
| US Adult Contemporary (Billboard) (соло-версія)  | 18    |
| US Adult Top 40 (Billboard) (соло-версія)        | 2     |
| US Dance Club Songs (Billboard) (соло-версія)    | 1     |
| US Hot R&B/Hip-Hop Songs (Billboard)             | 83    |
| US Latin Pop Songs (Billboard)                   | 1     |
| US Mainstream Top 40 (Billboard)                 | 1     |
| US Rhythmic (Billboard)                          | 1     |

## Продажі
| Країна                 | Сертифікація (таблиця продажів та сертифікатів) | Продажі    |
| ---------------------- | ----------------------------------------------- | ---------- |
| Австралія (ARIA)       | 3× Платина                                      | +210,000   |
| Австрія (IFPI Austria) | Золото                                          | +15,000    |
| Канада (CRIA)          | 4× Платина                                      | +320,000   |
| Данія (IFPI Denmark)   | Золото                                          | +30,000    |
| Франція (SNEP)         |                                                 | +65,000    |
| Німеччина (BVMI)       | Золото                                          | +200,000   |
| Італія (FIMI)          | Платина                                         | +50,000    |
| Мексика (AMPROFON)     | Золото                                          | +30,000    |
| Нова Зеландія (RIANZ)  | Платина                                         | +15,000    |
| Британія (BPI)         | Платина                                         | +600,000   |
| США (RIAA)             | 8× Платина                                      | +5,900,000 |

## Історія релізів
| Країна          | Дата            | Формат                               | Лейбл           | Версія          |
| --------------- | --------------- | ------------------------------------ | --------------- | --------------- |
| США             | 17 серпня 2010  | Цифровий промо-сингл                 | Capitol Records | Альбомна версія |
| Різні країни    | 16 лютого 2011  | Цифрове завантаження                 | Capitol Records | Версія реміксу  |
| США             | 1 березня 2011  | Mainstream та rhythmic radio         | Capitol Records | Версія реміксу  |
| Різні країни    | 4 березня 2011  | Цифровий мініальбом із реміксами     | Capitol Records | Версія реміксу  |
| США             | 8 березня 2011  | Цифровий мініальбом із реміксами     | Capitol Records | Версія реміксу  |
| Велика Британія | 14 березня 2011 | Цифровий мініальбом із реміксами     | Capitol Records | Версія реміксу  |
| Велика Британія | 17 березня 2011 | CD-сингл                             | Capitol Records | Версія реміксу  |
| Німеччина       | 18 березня 2011 | CD-сингл                             | Capitol Records | Версія реміксу  |
| Німеччина       | 18 березня 2011 | Цифровий міні-альбом із реміксами    | Capitol Records | Версія реміксу  |
| Швейцарія       | 18 березня 2011 | Мініальбом із реміксами              | Capitol Records | Версія реміксу  |
| США             | 12 квітня 2011  | Urban, Urban AC, AC, та Hot AC radio | Capitol Records | Версія реміксу  |